# Stephan Baumecker
Stephan Baumecker (*  8. Januar 1961 in Luckenwalde) ist ein deutscher Schauspieler und Synchronsprecher.

## Werdegang
Stephan Baumecker studierte von 1984 bis 1988 Schauspiel an der Hochschule für Schauspielkunst „Ernst Busch“ Berlin. Nach dem Studium war er festes Ensemblemitglied unter anderem am Nationaltheater Weimar, Schillertheater Berlin, Schauspielhaus Bochum, Faust Ensemble und dem Berliner Ensemble und arbeitete dort mit renommierten Regisseuren wie Leander Haußmann, Dimiter Gotscheff, Jürgen Kruse, Werner Schroeter, Peter Stein, Robert Wilson und Claus Peymann zusammen.
Seit 2006 ist er freischaffend tätig, unter anderem an der Volksbühne Berlin, dem Staatstheater Wiesbaden und dem Schauspielhaus Leipzig und war in vielen nationalen TV-Serien und Filmen wie Herr Lehmann, Hai-Alarm am Müggelsee, Berlin, Berlin, Löwenzahn, Tatort, Polizeiruf 110, SOKO Wismar und vielen anderen zu sehen. Von 2009 bis 2010 spielte er die männliche Hauptrolle des Martin Ahrens in der ARD-Telenovela Rote Rosen.

## Filmografie (Auswahl)
- 1988: Einer trage des anderen Last …
- 1991: Der Fall Ö.
- 2003: Herr Lehmann
- 2005: Such mich nicht
- 2006: SOKO Wismar – Skatbrüder
- 2006: Commissario Laurenti – Gib jedem seinen eigenen Tod
- 2007: R.I.S. – Traumatisiert
- 2007: Tatort: Blutsbande (Fernsehreihe)
- 2008: Die Anwälte – Professionelle Distanz
- 2009: Notruf Hafenkante – Das Herz eines Boxers
- 2009: Freies Land
- 2009: Tatort: Oben und unten
- 2009–2010: Rote Rosen (Fernsehserie,  214 Folgen)
- 2010: Urlaub mit kleinen Folgen
- 2011: Tatort: Edel sei der Mensch und gesund
- 2011, 2021: SOKO Köln – Klassentreffen, Absacker
- 2012: Der Kriminalist – Lebenslänglich
- 2013: Hai-Alarm am Müggelsee
- 2014: SOKO Leipzig – Kontrollverlust
- 2014: Der Staatsanwalt – Das Luder
- 2014: Heiter bis tödlich: Hauptstadtrevier – Jagdrevier
- 2014: Polizeiruf 110: Käfer und Prinzessin (Fernsehreihe)
- 2014: Spreewaldkrimi – Die Tote im Weiher
- 2015: Dengler – Die letzte Flucht
- 2015: Vorsicht vor Leuten
- 2015: Letzte Spur Berlin – Hochvirulent
- 2015: Point Break
- 2015: Mila
- 2015: Brief an mein Leben[2]
- 2016: Tatort: Der König der Gosse
- 2017: You Are Wanted
- 2017: In aller Freundschaft – Die jungen Ärzte – Klartext
- 2018: Jenny – echt gerecht
- 2019: Ella Schön: Die nackte Wahrheit (Fernsehfilm)
- 2019: Inga Lindström: Ausgerechnet Söderholm
- 2020: Friesland: Gegenströmung (Fernsehreihe)
- 2020: Auf dünnem Eis (Fernsehfilm)
- 2021: Ella Schön: Land unter (Fernsehfilm)
- 2021: SOKO Potsdam – Mord in g-Moll
- 2022: SOKO Stuttgart – Wir sind nicht allein
- 2022: Baden gegen Württemberg – Männer, Macht und Frauenfunk
- 2022: Stasikomödie
- 2023: Marie Brand und die Ehrenfrauen
- 2025: Ein ganz großes Ding

## Synchronrollen
- 2019: Kommissar Wisting als Nils Hammer gespielt von Mads Ousdal
- 2019: Van Helsing Hansen gespielt von Neal McDonough
- 2022: Liebe und Anarchie (Netflixserie) als Ronny Johansson gespielt von Björn Kjellman
- 2023: Fallende Blätter als Huoatarie gespielt von Janne Hyytiäinen

## Hörspiele
- 2005: Regine Ahrem/Michael Rodach: Hofmanns Elixier oder die Welt ist Perfekt – Regie: Regine Ahrem (Hörspiel – RBB)

## Auszeichnungen
- 2004: Publikumspreis der Berliner Theatergemeinde für Leonce und Lena am Berliner Ensemble (Ensemblepreis)
- 2005: Gewinner des Galao Shots Kurzfilmfestivals in Berlin mit SACHA: bester Kurzfilm
- 2009: Gewinner des Babelsberger Medienpreises; Kategorie Spielfilm mit Freies Land (Rolle: Peter)
- 2015: DER DEUTSCHE COMEDYPREIS – Beste TV-Komödie für „Vorsicht vor Leuten“
- 2016: Nominierung GOLDENE KAMERA für „Vorsicht vor Leuten“
- 2016: 52. Grimme-Preis Wettbewerb Fiktion/Spezial Nominierung Vorsicht vor Leuten! (WDR/Degeto)